# Malcolm Harbour

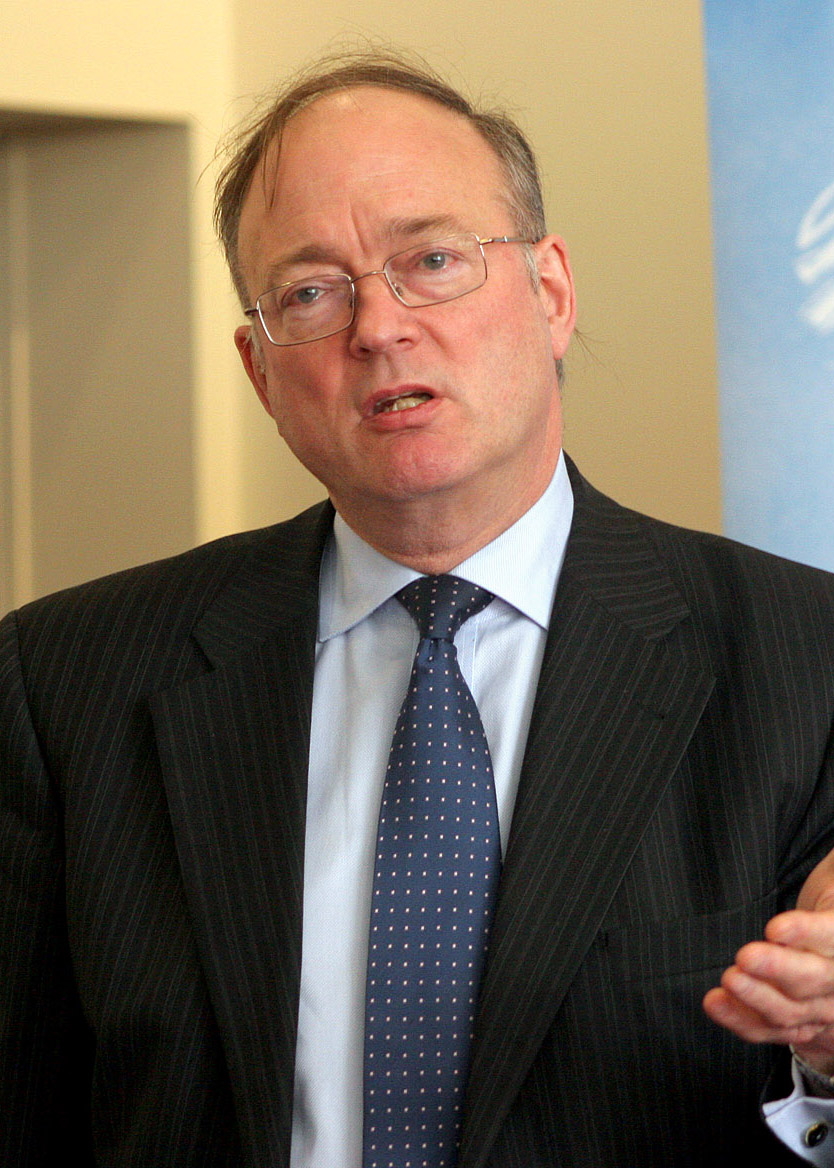
Malcolm Harbour

Malcolm Harbour (n. 19 februarie 1947) este un om politic britanic, membru al Parlamentului European în perioadele 1999-2004 si 2004-2009 din partea Regatului Unit.
1. ↑  Deputații în Parlamentul European